# Едуард Редеслевеску
Едуард Редеслевеску (рум. Eduard Rădăslăvescu, нар. 30 липня 2004, Оршова) — румунський футболіст, півзахисник клубу «Фарул» та юнацької збірної Румунії.
Виступав також за клуб «ФКСБ».
Чемпіон Румунії.

## Клубна кар'єра
Народився 30 липня 2004 року в місті Оршова. Вихованець футбольної школи клубу «Футбольна академія Хаджі».
У дорослому футболі дебютував 2021 року виступами за команду «Фарул», у якій провів один сезон, взявши участь у 25 матчах чемпіонату. 
Своєю грою за цю команду привернув увагу представників тренерського штабу клубу «Стяуа», до складу якого приєднався 2022 року. Відіграв за бухарестську команду наступні два сезони своєї ігрової кар'єри.
До складу клубу «Фарул» приєднався 2024 року. Станом на 16 грудня 2024 року відіграв за команду з Констанци 16 матчів у національному чемпіонаті.

## Виступи за збірні
У 2021 році дебютував у складі юнацької збірної Румунії (U-17), загалом на юнацькому рівні взяв участь у 22 іграх, відзначившись 5 забитими голами.

## Титули і досягнення
- Чемпіон Румунії (1):

«ФКСБ»: 2023-2024
- Володар Суперкубка Румунії (1):

«ФКСБ»: 2024